# MRK Sloga Gornji Vakuf-Uskoplje
MRK Sloga je rukometni klub iz Gornjeg Vakufa Uskoplja, BiH.
U bivšoj državi Sloga se natjecala i pod nazivom Partizan, te Rudar.